# Lytta leucophthalma
Lytta leucophthalma es una especie de coleóptero de la familia Meloidae.

## Distribución geográfica
Habita en Somalia.